# Pont de Saint-Mathieu
Le pont de Saint-Mathieu est un pont couvert à structure réticulaire à treillis de type Town élaboré. Situé dans la municipalité de Saint-Mathieu-du-Parc, il traverse la rivière Shawinigan. Le pont a été cité monument historique en 2001.

## Historique
Construit en 1936, le pont couvert de Saint-Mathieu était jadis dans le centre économique de la municipalité de Saint-Mathieu-du-Parc. On y retrouvait notamment une fromagerie, un moulin à scie et une forge. Sa construction a permis de relier les rives de rivière Shawinigan.
Des réparations majeures furent entamées en 1992. On remplaça le toit du pont et les culées furent rebâties. Le pont fut cité monument historique par la municipalité le 6 août 2001.
En juin 2007, la municipalité de Saint-Mathieu-du-Parc inaugura un site historique près du pont. Au coût de 65 000 $ et avec un soutien financier de la MRC de Maskinongé. Le pont fut rénové en 2009 où l'on remplaça le lambris et repeignit le pont.

## Galerie

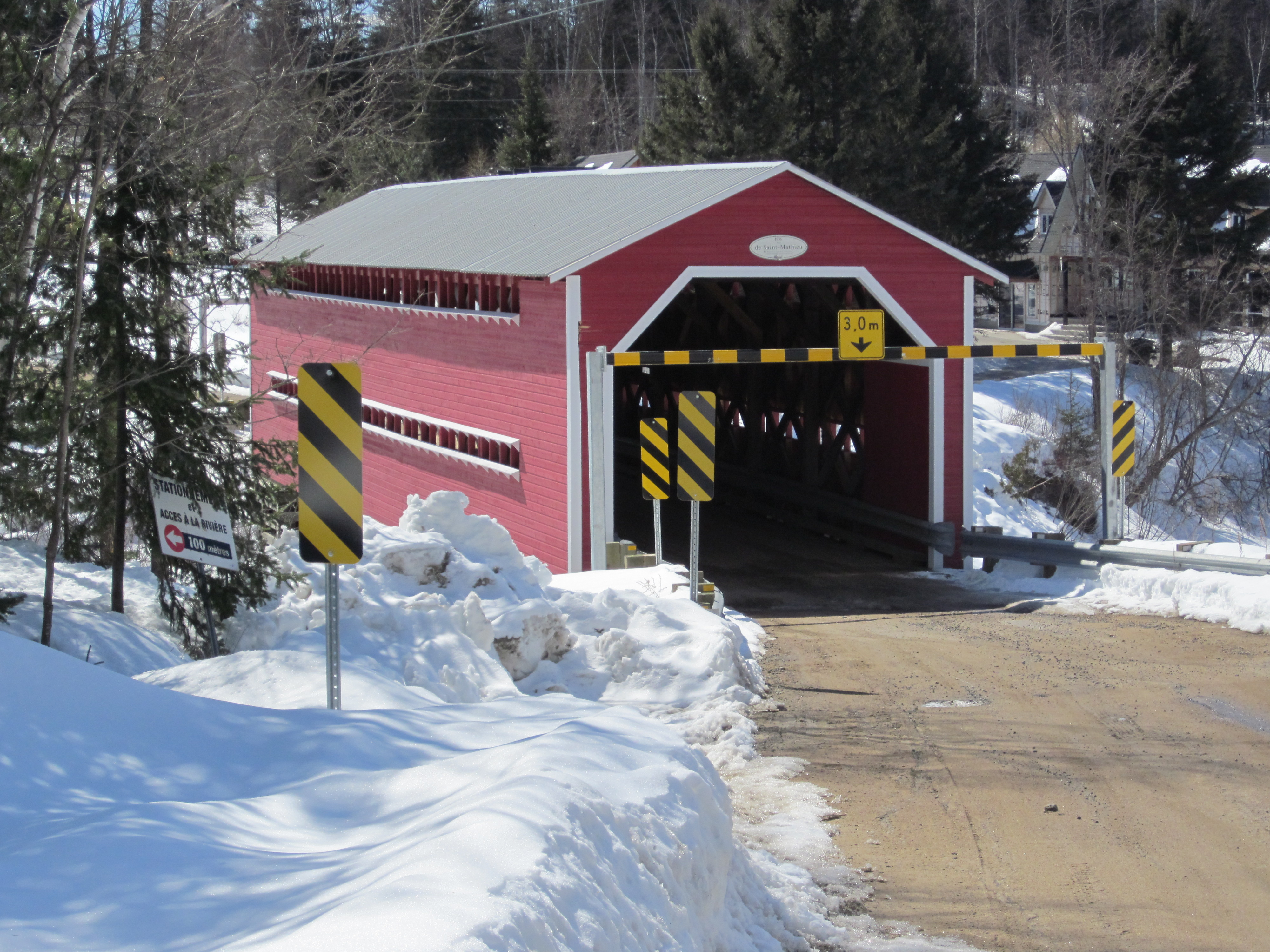
Vue de la rive Est
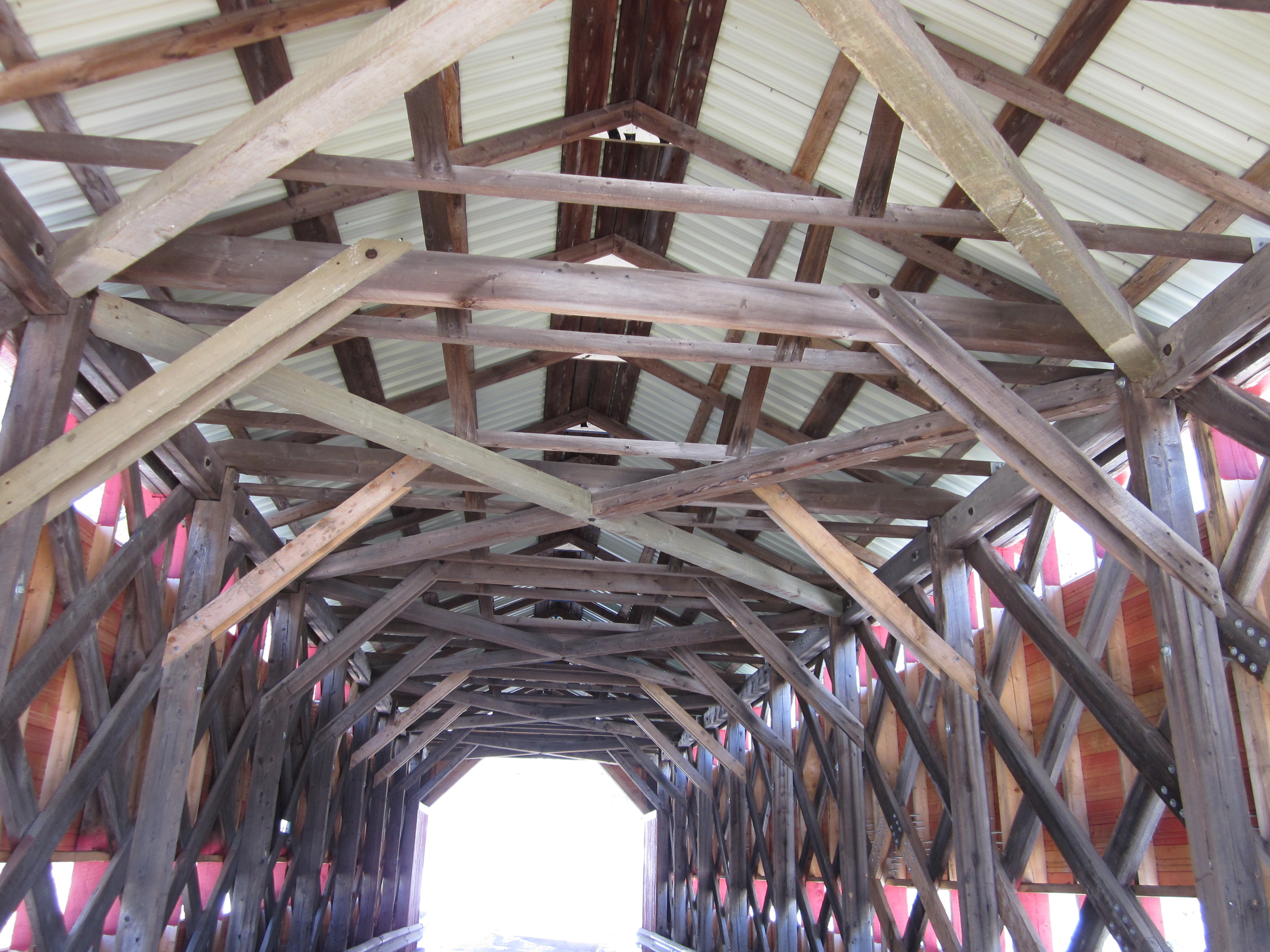
Vue de la structure du toit
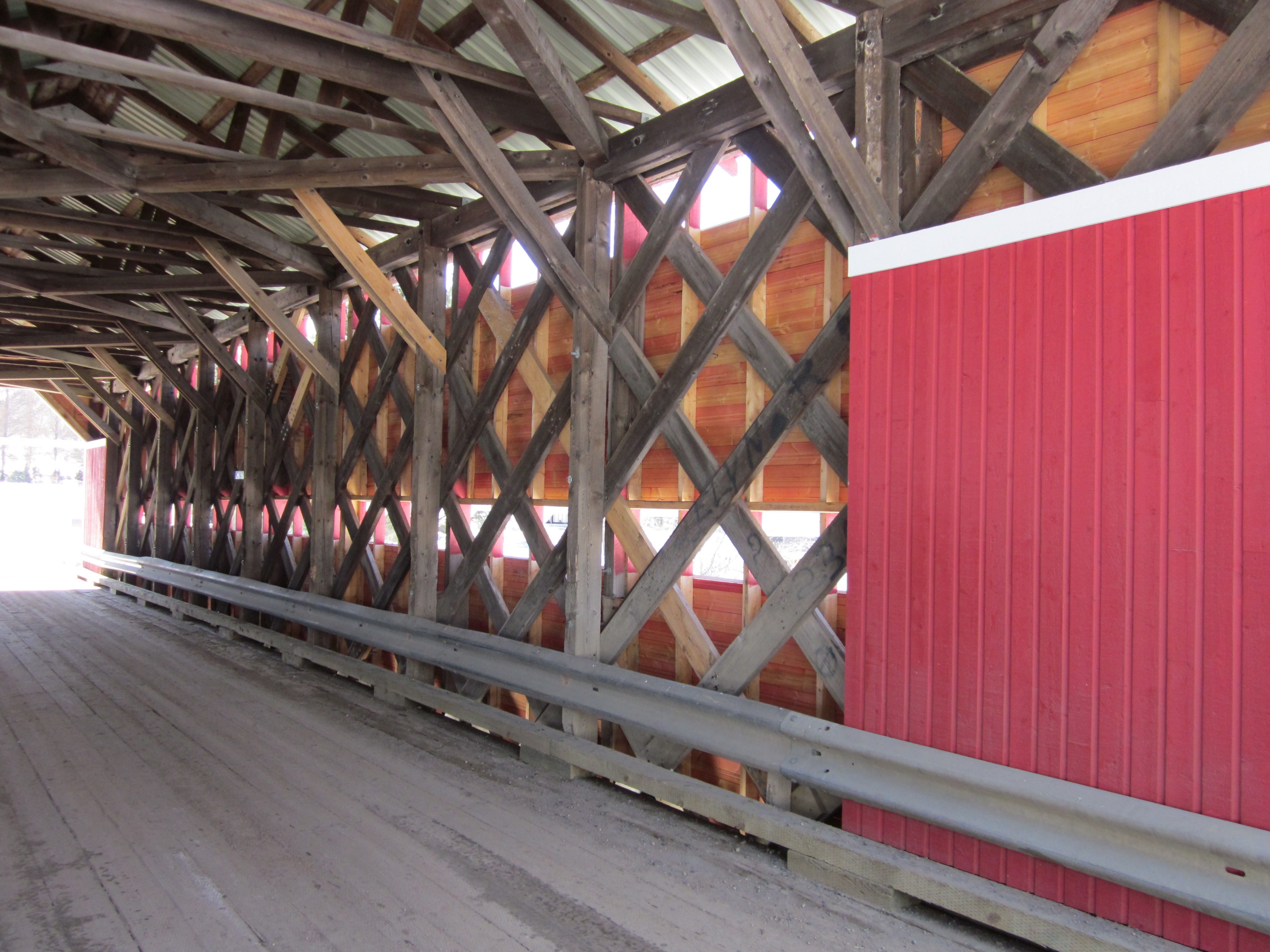
Vue du treillis « Town élaboré »